# Eriococcus fossor
Eriococcus fossor är en insektsart som först beskrevs av William Miles Maskell 1884.  Eriococcus fossor ingår i släktet Eriococcus och familjen filtsköldlöss. Inga underarter finns listade i Catalogue of Life.